# Square Georges-Contenot
Le square Georges-Contenot est une voie située dans le quartier de Picpus du 12e arrondissement de Paris.

## Situation et accès
Cet ensemble moderne de 500 logements est bâti sur un vaste îlot paysager privé, ce qui est une nouveauté dans l’architecture des années 1950. Plusieurs bâtiments linéaires R+5 abritant des logements traversants définissent le périmètre de l’îlot. À l’intérieur du square Georges-Contenot se dressent quatre tours de douze étages, d’une typologie singulière, formée de deux tripodes accolés suivant un modèle répandu en Suède dans les années 1940, permettant la mise en œuvre de logements traversants. Leur éloignement par rapport à la rue favorise leur intégration dans l’échelle du tissu urbain environnant.
En 2015, Paris Habitat réalise des travaux d’amélioration tant sur les bâtiments que dans le jardin, tout en densifiant l’îlot grâce à de nouvelles habitations et à un équipement public (92 logements, crèche et requalification).
Le square Georges-Contenot est accessible à proximité par les lignes de métro 6 et 8 à la station Daumesnil.

## Origine du nom

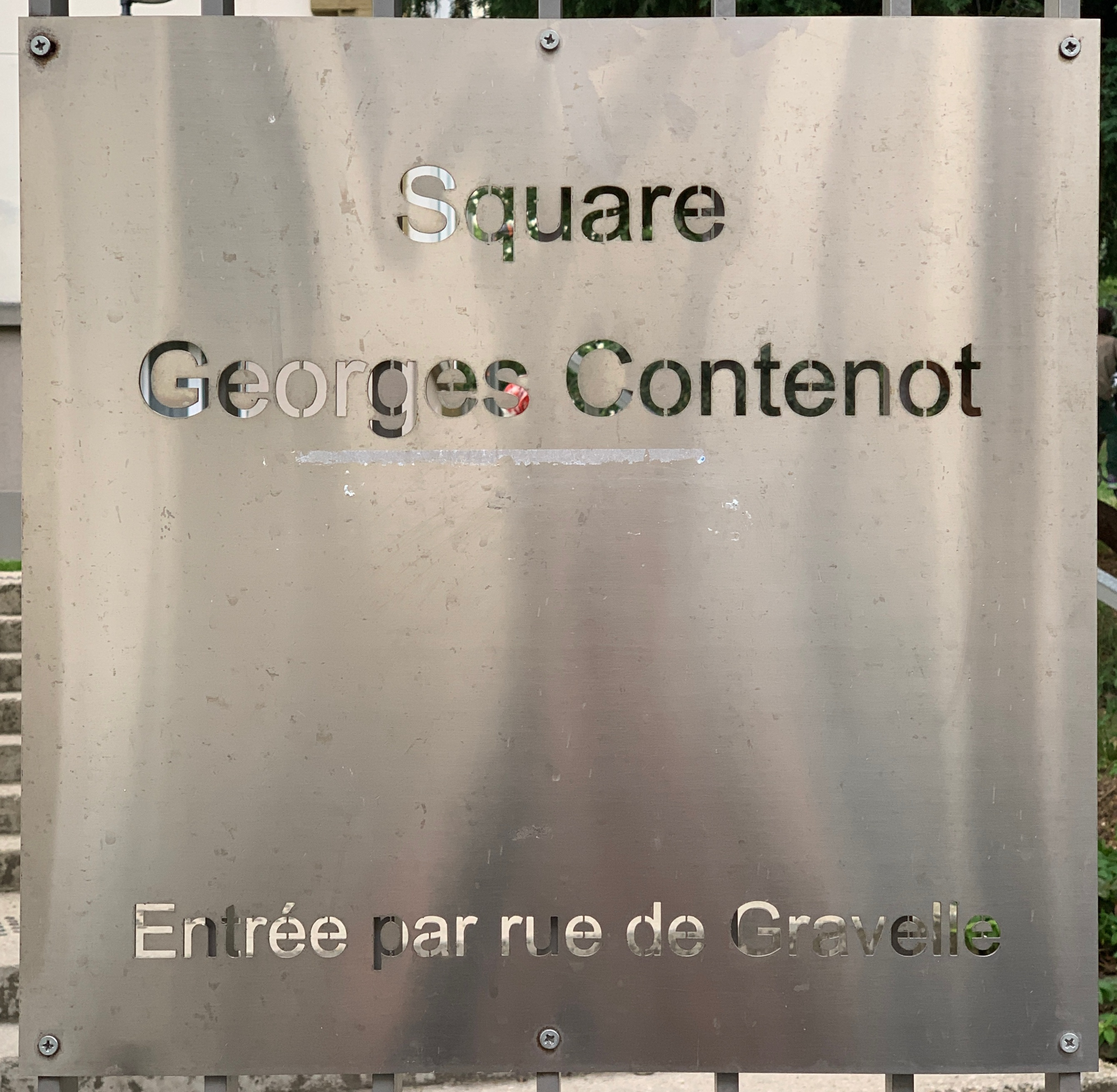
Plaque de la voie.

Il doit son nom à Georges Contenot (1868-1948), qui fut membre du Conseil municipal de Paris qu'il présida en 1934-1935, et responsable du logement social de la ville.

## Historique
Le square est un réseau de voies privées multiples créées en 1954 et parcourant l'espace d'un ensemble d'habitations à bon marché (HBM) situées entre la rue Claude-Decaen, la rue de Gravelle et la rue de la Brèche-aux-Loups.
Architectes
- au XXe siècle : Jacques Bourgeois, Joseph Bukiet, Jean-Baptiste Hourlier, Gilbert Lessou, Alfred Picard, Georges Tourry.
- au XXIe siècle : Fabienne Gérin-Jean.